# Broadview, Saskatchewan
Broadview är en ort i Kanada.   Den ligger i provinsen Saskatchewan, i den sydöstra delen av landet, 2 100 km väster om huvudstaden Ottawa. Broadview ligger 598 meter över havet och antalet invånare är 611. Den ligger vid sjön Ekapo Lake.
Terrängen runt Broadview är platt, och sluttar västerut. Runt Broadview är det glesbefolkat, med 17 invånare per kvadratkilometer..
Trakten runt Broadview består till största delen av jordbruksmark.